# 中村梅雀 (2代目)
二代目 中村 梅雀（なかむら ばいじゃく、1955年〈昭和30年〉12月12日 - ）は、日本の俳優、ベーシスト、作曲家。本名、三井 進一（みつい しんいち）。血液型はAB型。所属事務所は土屋企画。

## 続柄
歌舞伎役者としての続柄は以下の通り。
- 曾祖父：二代目中村翫右衛門（初代中村梅雀、柳盛座々頭）
- 祖父：三代目中村翫右衛門（歌舞伎役者、劇団前進座創設メンバー、前進座元幹事長）
- 父：四代目中村梅之助（歌舞伎役者、劇団前進座元代表）

屋号は成駒屋。

## 来歴
1955年12月12日、四代目中村梅之助の長男として東京都武蔵野市に生まれる。
5歳で芝居の稽古、日本舞踊、義太夫、長唄、三味線、茶道、書道などの習い事をはじめた。
1965年に「中村まなぶ」として初舞台を踏み、劇団前進座で歌舞伎・演劇を学んでいる。
東京都立荻窪高等学校、桐朋学園短期大学演劇専攻を卒業後、祖父の三代目翫右衛門の「基礎を固めろ」との指示に従い、吾妻徳穂 (初代)の内弟子となって日本舞踊を学んだ。4年後に師範名取となっている。
1980年の前進座創立50周年記念公演を機に、曾祖父・二代目中村翫右衛門がかつて名乗った梅雀を襲名、「二代目梅雀」となった。
歌舞伎役者の家系出身者であり、前進座所属であるが、積極的にテレビドラマなどへの外部出演を行っている。
NHK大河ドラマには、ナレーションを含めると11作品に出演。初出演となった1969年の『天と地と』では祖父・父と共演。1995年の『八代将軍吉宗』で演じた徳川家重役が話題となり知名度をあげた。
2時間ドラマ『信濃のコロンボ事件ファイル』での主演（竹村岩男役）が好評を博しシリーズ化された。映画では『釣りバカ日誌』シリーズでの草森秘書室長役が当たり役となる。
舞台では、1991年に前進座特別公演『煙が目にしみる』の演技が評価され、第46回文化庁芸術祭賞を受賞。2000年に主演(大石内蔵助役)を務めた『大石内蔵助 おれの足音』は、2006年まで全国で縦断公演を行うほどの人気を博し、一躍当たり役となった。この縁で、2016年には赤穂市の第113回赤穂義士祭のイベントにて再び内蔵助を演じている。
巡業公演『お登勢』の千秋楽（2007年10月5日）をもって前進座を退団し、現在はフリーで活動中。
2023年からは車だん吉に代わり、『ピタゴラスイッチ』の百科おじさんの声を担当している。

## 人物

### 私生活
2006年9月21日、前進座に所属する25歳年下の女優・瀬川寿子（当時25歳）と再婚。2015年7月27日、夫人の妊娠を発表。8月23日、女児誕生。梅雀にとっては30代のときに前妻との間に儲けた長女に次ぐ第2子となる。

### ベーシスト
ピアニストだった母の影響から幼いころはジャズに傾倒した。12歳でベースを始め、中学生時代にバンド活動を開始する。松原正樹、安田裕美らと結成したジャズ・フュージョンバンドで自らエレクトリックベースを弾き、作曲も手がける。また、ベースを中心としたギターコレクターでもある。特にジャコ・パストリアスの熱狂的なファンとして知られており、2009年1月にはパストリアスが使用したブラックのフェンダー・ジャズベース（シリアルナンバー #028100）を入手した。

### 前進座退座の経緯

#### 下積みでのギャップ
梅雀の述懐によると、吾妻徳穂 (初代)に日本舞踊を学んだのは祖父の伝手であった。稽古場では他の弟子からお坊ちゃん扱いを受け、師匠のお付きをしながらも自分の世話をやいてもらっていたという。しかし前進座では全て自分でやらねばならず、そのうえで先輩の世話も強いられるため、入座後の梅雀はその世界になかなか馴染めずにいた。

#### 先輩座員との確執
前進座は梨園の門閥主義から独立すべく生まれた劇団であり、祖父はその創立メンバーであった。実力主義を信条とする祖父にならい、父親も後輩に厳しかった。何もできない梅雀は先輩から総攻撃を受け、在籍した26年間常に梅雀を目の仇にしていた先輩もいたという。こうした確執が徐々に深まっていった。

#### 待遇面、経費面での不満
前進座は厳格な年功序列の世界であり、何年籍を置いても32番目だったという。また、外部出演による収入の9割以上を劇団に納め、昇給もわずかだった。なお、退座時点での収入は一般企業における大卒初任給以下。そのほかインタビューを受ける際の衣装代・舞台用の化粧品代は自費でまかない、劇団が認めない音楽活動での出費も重なり、借金が膨れ上がっていた。これに加え、モチベーションにつながる役者が劇団内に不在だったことなどから退座を決意。

#### 父からの言葉
父親の四代目梅之助は「本来なら止める立場だけれど、できない。お前の苦しさがよくわかるから」と理解を示したという。

## 出演

### テレビドラマ
- 文五捕物絵図（中村まなぶ名義、1968年、NHK総合） - 丁稚 役
- 五人の野武士 第26話「天下を蹴る」（中村まなぶ名義、1969年、日本テレビ） - 虎千代 役
- 大河ドラマ（NHK総合）
  - 天と地と（1969年） - 武田勝頼 役
  - 新・平家物語（1972年） - 平時忠 役
  - 峠の群像（1982年） - 萱野三平 役
  - 八代将軍吉宗（1995年） - 徳川家重 役
  - 毛利元就（1997年） - 志道広良 役
  - 葵 徳川三代（2000年） - 徳川光圀 役、ナレーション兼任[17]
  - 武蔵 MUSASHI（2003年） - 茂助 役
  - 功名が辻（2006年） - 徳川秀忠 役
  - 篤姫（2008年） - 井伊直弼 役
  - 平清盛（2012年） - 平家貞 役
  - おんな城主 直虎（2017年） - ナレーション[18]
- 日曜劇場（TBS）
  - ばんえい（中村まなぶ名義、1973年、HBC）  ※芸術祭優秀賞
  - エルムの木かげ（中村まなぶ名義、1976年9月12日、HBC） - 拓也 役
- やる気満々（1979年、TBS）
- 三男三女婿一匹III（1979年 - 1980年） - 川辺洋三 役
- 噂の刑事トミーとマツ 第24話「アタリ! 女のカンなのね」（中村まなぶ名義、1980年、TBS/大映テレビ） - 岸本巡査 役
- 連続テレビ小説（NHK総合）
  - なっちゃんの写真館（1980年4月 - 9月）
  - てるてる家族（2003年 - 2004年） - 安西千吉 役
  - つばさ（2009年4月 - 9月） - 玉木竹雄 役
- ポーラテレビ小説 「発車オーライ」（1981年、TBS） - 沢田正太 役
- 銭形平次 第800話「椋鳥の春」（1982年、フジテレビ） - 雅吉 役
- 真田太平記（1985年、NHK総合） - 徳川秀忠 役
- 鬼平犯科帳 第4シリーズ 第18話「おとし穴」（1993年、フジテレビ） - 佐々木新助 役
- 銭形平次 ※北大路欣也版 第4シリーズ 第16話「消えた兇器」（1994年、フジテレビ） - 福太郎 役
- 花王ファミリースペシャル「ドラマ結婚式場 花嫁介添人がゆく11 花嫁泥棒!」（1996年2月4日、関西テレビ） - 治 役
- 存在の深き眠り〜誰かが私の中にいる〜（1996年、NHK総合） - 漆原隆一 役
- 宮沢賢治 銀河の旅びと（1996年、NHK総合） - 宮沢賢治 役
- いのちの事件簿・福祉の最前線でケースワーカーは今（1997年、NHK総合）
- 土曜ワイド劇場（テレビ朝日）
  - まじめ警部補とかたやぶり刑事（1997年 - 2000年） - 主演・立花勇一郎 役
  - 温泉若おかみの殺人推理 第11作 - 第21作（2002年 - 2009年） - 中川有作（若旦那） 役
  - 弁護士・森江春策の事件シリーズ - 主演・森江春策 役
    - 弁護士・森江春策の事件1（2009年8月1日）
    - 弁護士・森江春策の事件2（2010年8月21日）
    - 弁護士・森江春策の事件3（2011年10月29日）

  - 監察官・羽生宗一シリーズ - 主演・羽生宗一 役
    - 監察官・羽生宗一1（2014年5月10日）
    - 監察官・羽生宗一2（2014年11月1日）
    - 監察官・羽生宗一3（2015年7月4日）
    - 監察官・羽生宗一4（2016年3月5日）
    - 監察官・羽生宗一5（2017年4月1日）

  - 京都美食タクシー殺人レシピ（2015年6月13日） - 主演・北山修一郎 役
- 月曜ドラマスペシャル→月曜ミステリー劇場→月曜ゴールデン→月曜名作劇場（TBS）
  - パートタイマー刑事 月形兄妹の事件簿シリーズ - 主演・月形圭介 役
    - パートタイマー刑事 月形兄妹の事件簿1「みちのく殺意の帰郷」（1998年8月3日）
    - パートタイマー刑事 月形兄妹の事件簿2「誰が天使を殺したか？」（1999年4月12日）

  - 刑務官・一条信一「消えた模範囚」（2004年10月25日） - 浅井祐次 役
  - 萬屋長兵衛の隅田川事件ファイルシリーズ - 平瀬辰蔵 役
    - 萬屋長兵衛の隅田川事件ファイル1（2008年11月17日）
    - 萬屋長兵衛の隅田川事件ファイル2（2010年2月15日）

  - 赤かぶ検事奮戦記シリーズ - 主演・柊茂 役
    - 赤かぶ検事奮戦記1（2009年5月11日）
    - 赤かぶ検事奮戦記2（2010年10月18日）
    - 赤かぶ検事奮戦記3（2011年11月14日）
    - 赤かぶ検事奮戦記4（2012年12月10日）
    - 赤かぶ検事奮戦記5（2015年2月2日）
    - 赤かぶ検事奮戦記6（2016年11月28日）
    - 赤かぶ検事奮戦記7（2017年11月13日）

  - 上条麗子の事件推理6「死を呼ぶ佐渡情話」（2009年7月6日） - 山本武蔵 役
  - 釣り刑事シリーズ - 主演・鈴木五右衛門 役
    - 釣り刑事1（2010年9月6日）
    - 釣り刑事2（2011年5月9日）
    - 釣り刑事3（2012年8月27日）
    - 釣り刑事4（2013年9月30日）
    - 釣り刑事5（2014年10月27日）
    - 釣り刑事6（2015年5月18日）
    - 釣り刑事7（2016年8月1日）

  - 鑑識捜査官 亀田乃武夫の臨場ファイル（2017年8月7日） - 主演・亀田乃武夫 役
  - 森村誠一サスペンス おくのほそ道迷宮紀行（2018年6月11日） - 主演・那須猛 役
- 正月時代劇（NHK総合・BS4K)
  - 風光る剣 -八嶽党秘聞-（1997年） - 一橋民部卿治済 役
  - 上杉鷹山-二百年前の行政改革-（1998年） - 竹俣当綱 役
  - 堀部安兵衛（2007年） - 大石内蔵助 役
  - 幕末相棒伝（2022年） - 岩倉具視 役[19]
- まかせてダーリン（1998年、TBS） - 亀山佑大 役
- おじさん改造講座（1998年、NHK総合）
- 笑ゥせぇるすまん（1999年、テレビ朝日） - 夕柄遊一郎 役
- 火曜サスペンス劇場（日本テレビ）
  - 検事・霞夕子16 予期せぬ花束（2000年） - 黒沢紀一 役
  - 母子誘拐（2000年） - 中沢晃一役
  - 身辺警護7（2001年） - 遠藤郁夫 役
  - だます女だまされる女（2001年 - 2005年） - 石毛勝生 役
- 水曜ミステリー9（テレビ東京）
  - 信濃のコロンボ事件ファイルシリーズ（2001年 - 2009年） - 主演・竹村岩男警部 役
  - ガンリキ 警部補・鬼島弥一1（2012年1月18日） - 主演・鬼島弥一 役
  - ガンリキ 警部補・鬼島弥一2（2012年11月14日） - 主演・鬼島弥一 役
  - ガンリキ 警部補・鬼島弥一3（2013年7月10日） - 主演・鬼島弥一 役
  - ドクターハート 薮田公介の事件カルテ1（2014年11月19日） - 主演・薮田公介 役
  - ドクターハート 薮田公介の事件カルテ2（2016年1月13日） - 主演・薮田公介 役
- うぬぼれ刑事 第2話（2010年7月16日、TBS） - 本人 役
- 女と愛とミステリー「金田一耕助ファイル・迷路荘の惨劇」（2002年10月、テレビ東京） - 等々力警部 役
- 忠臣蔵〜決断の時（2003年1月2日、テレビ東京） - 多門伝八郎 役
- 竜馬がゆく（2004年1月2日、テレビ東京） - ジョン万次郎 役
- 赤い月（2004年、テレビ東京） - 氷室啓介 役
- 月曜ミステリー劇場 里見浩太朗芸能生活50周年特別企画「夜盗」（2005年10月、TBS）
- 金曜エンタテイメント「指先でつむぐ愛」（2006年3月10日、フジテレビ） - 福島智 役
- 信長の棺（2006年、テレビ朝日） - 羽柴秀吉 役
- 復讐するは我にあり（2007年、テレビ朝日） - 植田神父 役※特別出演
- 敵は本能寺にあり（2007年、テレビ朝日） - 明智光秀 役
- 水戸黄門 第38部 第9話「世捨てお公家の悪退治・敦賀」（2008年3月C.A.L/TBS） - 大納言・九条良房 役
- 日本テレビ開局55周年記念スペシャルドラマ「東京大空襲」（2008年3月17日・18日、日本テレビ） - 桜木喜久夫 役
- ドラマスペシャル・三十万人からの奇跡〜二度目のハッピーバースディ〜 （2008年3月26日、テレビ東京） - 柿沢医師 役
- 春のドラマスペシャル・ゆっくり歩け、空を見ろ（2008年4月1日、関西テレビ） - 北村英次 役
- 土曜プレミアム（フジテレビ）
  - 完全犯罪ミステリースペシャル 新証言!三億円事件・40年目の謎を追え!（2008年12月13日） - 平塚八兵衛 役
  - 一休さん（2012年6月30日） - 和尚 役
- 土曜時代劇（NHK総合）
  - 咲くやこの花（2010年1月9日 - ） - ナレーション（藤原定家）
- 水曜劇場（TBS）
  - 赤かぶ検事京都篇（2010年1月 - 3月） - 主演・柊茂 役
- 金曜プレステージ（フジテレビ）
  - 剣客商売スペシャル-道場破り-（2010年2月5日） - 鷲巣見平助 役
  - 鬼刑事 米田耕作1（2012年2月3日） - 主演・米田耕作 役
  - 鬼刑事 米田耕作2（2013年9月13日） - 主演・米田耕作 役
  - 深川東署特命人情捜査班 朝田真平（2014年7月13日） - 主演・朝田真平 役
- 鬼平外伝 夜兎の角右衛門（2011年1月3日、スカパー!・時代劇専門チャンネル） - 夜兎の角右衛門 役
- ドラマスペシャル・卒業ホームラン （2011年3月23日、テレビ東京） - 河野 役
- 忠臣蔵〜その義その愛（2012年1月2日、テレビ東京） - 細井広沢 役
- 捜査地図の女（2012年10月 - 12月、テレビ朝日） - 城戸禄郎 役
- 基町アパート〜ドキュメンタリードラマ（2013年8月24日、NHK総合）
- ドラマスペシャル・二十四の瞳（2013年8月4日、テレビ朝日） - 野川儀助 役
- 神谷玄次郎捕物控（2014年4月 -  5月、NHK BSP） - 銀蔵 役
- アリスの棘（2014年4月 - 6月、TBS） - 水野和史 役
- ドラマスペシャル・必殺仕事人2014（2014年7月27日、朝日放送） - 中之島頼政 役
- 闇の狩人（2014年10月4日・5日、スカパー!・時代劇専門チャンネル） - 雲津の弥平次 役
- BARレモン・ハート（BSフジ） - 主演・マスター 役[20]
  - season1（2015年10月 - 11月）
  - season2（2016年4月 - 9月）
  - 春の2時間スペシャル（2017年3月24日）
  - 秋の2時間スペシャル（2017年10月1日）
  - クリスマス・スペシャル（2017年12月24日）
  - 大晦日スペシャル（2018年12月31日）
  - 年末スペシャル2019（2019年12月30日）
  - 年末スペシャル2020（2020年12月29日）
- 藤沢周平 新ドラマシリーズ 冬の日（2015年12月6日、時代劇専門チャンネル） - 清次郎 役
- 伝七捕物帳シリーズ（NHK BSP） - 主演・黒門町の伝七 役[21]
  - 伝七捕物帳（2016年7月15日 - 9月9日）
  - 伝七捕物帳2（2017年8月4日 - 9月22日）
- ガードセンター24　広域警備指令室（2016年9月16日、日本テレビ） - 新川仁一郎 役
- ごめん、愛してる（2017年7月9日 - 9月17日、TBS） - 三田恒夫 役
- 藤沢周平 新ドラマシリーズ 第二弾 橋ものがたり 小さな橋で（2017年9月18日、BSスカパー!） - 惣平衛 役
- もみ消して冬〜わが家の問題なかったことに〜（2018年1月13日 - 3月17日、日本テレビ） - 北沢泰蔵 役[22]
  - もみ消して冬 2019夏 〜夏でも寒くて死にそうです〜（2019年6月29日）[23]
- 警視庁・捜査一課長 season3 （テレビ朝日） - 谷中明彦 役[24]
  - 第1話「帰ってきた最強の刑事VS20世紀最後の事件 お台場〜ニューヨーク美女連続殺人!? 自撮りできない自由の女神像の謎!!」（2018年4月12日）
  - 最終話「さらば大岩一課長〜命を懸けた最後の捜査 死を呼ぶ銀座NO.1ママのネックレス!! 衝撃のラスト…刑事殉職!?」（2018年6月14日）
- 池波正太郎時代劇スペシャル「雨の首ふり坂」（2018年7月21日、時代劇専門チャンネル） - 主演・白須賀の源七 役
- 指定弁護士（2018年9月23日、テレビ朝日） - 三塚文則 役[25]
- 日経ドラマスペシャル 琥珀の夢（2018年10月5日、テレビ東京） - 鳴江義兵衛 役[26]
- 下町ロケット（2018年10月 - 12月、TBS） - 末長孝明 役[27]
- テレビ朝日開局60周年記念・松本清張ドラマスペシャル 疑惑（2019年2月3日、テレビ朝日） - 白河福太郎 役[28]
- 4K大型時代劇スペシャル・紀州藩主 徳川吉宗（2019年2月8日、BS朝日） - 徳川綱吉 役[29]
- 土曜ワイド「下町人情捜査班 朝田真平2」（2019年2月23日、フジテレビ） - 主演・朝田真平 役
- ラジエーションハウス〜放射線科の診断レポート〜 第9話（2019年6月3日、フジテレビ） -  安野将司 役[30]
- 黒蜥蜴-BLACK LIZARD-（2019年12月29日、NHK BSP / 2020年2月8日、NHK BS4K） - 岩瀬庄兵衛 役[31]
- ハムラアキラ〜世界で最も不運な探偵〜（2020年1月24日 - 3月6日、NHK総合） - 富山泰之 役[32]
- 特捜9（テレビ朝日） - 国木田誠二 役[33]
  - season3（2020年4月8日 - 7月22日）
  - season4（2021年4月7日 - 6月30日）
  - season5（2022年4月6日 - 6月22日）[34]
  - season6（2023年4月5日 - 5月31日）[35]
  - season7 第1話 - 第3話・最終回（2024年4月3日 - 4月17日・6月5日）[36]
  - finalseason 第1話・最終回（2025年4月9日・6月11日）
- 今野敏サスペンス「機捜235」（テレビ東京） - 主演・縞長省一 役[37]
  - 第1作（2020年4月24日）
  - 第2作（2021年7月19日）
  - 第3作（2022年5月16日）
- 機捜235×強行犯係 樋口顕（2023年1月27日 - 3月10日）
- 内田康夫サスペンス「新・信濃のコロンボ」（2020年6月8日[38]） - 大森修治 役[39]
- ドラマスペシャル 嫉妬（2020年8月16日、テレビ朝日） - 城所良一 役[40]
- イチケイのカラス（2021年4月5日 - 6月14日、フジテレビ） - 川添博司 役[41]
- 石子と羽男-そんなコトで訴えます?- 第5話(2022年)  -重野義行 役
- スペシャルドラマイチケイのカラス (2023年1月14日 )
- ホリデイ〜江戸の休日〜（2023年1月6日、テレビ東京） - 笹尾喜内 役[42][43]
- 家政夫のミタゾノ 第6シリーズ 第5話（2023年11月7日、テレビ朝日） - 高森修作 役[44][45]
- 雲霧仁左衛門ファイナル（2025年1月5日 - 、NHK BS・NHK BSプレミアム4K） - 平野大和守 役[46]

### 映画
- 海軍特別年少兵（1972年、東宝） - 林拓二 役 ※中村まなぶ名義
- 落陽（1992年、にっかつ） - 間宮精一郎 役
- Lie lie Lie（1997年、東映） - 三谷 役
- 新サラリーマン専科（1997年、松竹） - 吉野 役
- 大安に仏滅!?（1998年、東映） - 倉持新一 役
- 釣りバカ日誌シリーズ（松竹）
  - 釣りバカ日誌10（1998年） - 草森 役
  - 花のお江戸の釣りバカ日誌（1998年） - 組頭 役
  - 釣りバカ日誌イレブン（2000年） - 草森 役
  - 釣りバカ日誌12 史上最大の有給休暇（2001年） - 草森 役
  - 釣りバカ日誌13 ハマちゃん危機一髪!（2002年） - 草森 役
  - 釣りバカ日誌15 ハマちゃんに明日はない!?（2004年） - 草森 役
  - 釣りバカ日誌16 浜崎は今日もダメだった♪♪（2005年） - 草森 役
  - 釣りバカ日誌17 あとは能登なれハマとなれ!（2006年） - 草森 役
  - 釣りバカ日誌18 ハマちゃんスーさん瀬戸の約束（2007年） - 草森 役
  - 釣りバカ日誌19 ようこそ!鈴木建設御一行様（2008年） - 草森 役
  - 釣りバカ日誌20 ファイナル（2009年） - 草森 役
- 月（2000年、ニューウェーヴ=グルーヴコーポレーション） - 松尾悌一 役
- ホーム・スイートホーム（2000年、『ホーム・スイートホーム』上映1000人委員会） - 警察官 役
- 十五才 学校IV（2000年、松竹） - 黒井先生 役
- DISTANCE（2001年、DISTANCE製作委員会） - 菊間刑事 役
- かあちゃん（2001年、東宝） - 印半纏の男 役
- たそがれ清兵衛（2002年、日本テレビ、松竹ほか） - 寺内権兵衛 役
- 青の炎（2003年、角川映画 / 東宝） - 山本英司 役
- 不撓不屈（2006年、角川映画） - 重田 役
- あかね空（2006年、角川映画） - 平田屋 役
- うさぎドロップ（2006年、『うさぎドロップ』製作委員会） - 大吉の父 役
- 一命（2011年、『一命』製作委員会） - 千々岩甚内 役
- おかえり、はやぶさ（2012年、『おかえり、はやぶさ』製作委員会） - 増沢公孝 役
- 坂道のアポロン（2018年、映画『坂道のアポロン』製作委員会） - 迎勉 役[47]
- 居眠り磐音（2019年、松竹） - 金兵衛役[48]
- 山中静夫氏の尊厳死（2019年・長野県佐久市先行公開、2020年・全国順次公開、映画『山中静夫氏の尊厳死』製作委員会） - 主演・山中静夫 役[49][注 4]
- 孤狼の血 LEVEL2（2021年、東映） - 瀬島孝之 役[50]
- 殺すな（2022年1月28日、時代劇専門チャンネル） - 善左エ門 役

### 舞台
- ありふれた女（1998年10月） - 島宗菊夫 役
- 大石内蔵助 おれの足音（2000年、2006年:前進座、名古屋市民会館、ノバホール、他縦断公演) - 主演・大石内蔵助役
- 元禄めおと合戦（2008年、新歌舞伎座・中日劇場・明治座） - 主演・尾形光琳 役
- 最後の忠臣蔵（2009年12月：明治座、2010年10月：中日劇場） - 主演・寺坂吉右衛門 役
- 女は遊べ物語（2010年9月、明治座） - 主演・伊藤七蔵 役
- 男の花道（2012年7月、新歌舞伎座・羽島市文化センター・ルテアトル銀座） - 主演・土生玄碩 役
- 新橋演舞場 喜劇名作公演（新橋演舞場）
  - 大当り高津の富くじ -江戸育ち亀屋伊之助-（2013年2月、新橋演舞場） - 主演・亀屋伊之助 役
  - 単身赴任はチントンシャン（2016年2月） - 主演・二見文太郎 役
  - じゅんさいはん（2016年2月） - 主演・三治郎 役
  - 恋の免許皆伝（2017年2月） - 主演・高砂頼母 役
- TFJ第一回公演 晩餐（2013年10月、池袋サンシャイン劇場ほか全国8都市公演） - 主演・高槻耕太郎 役
- 夫が多すぎて（2014年、シアタークリエ） - ウィリアム 役
- 三匹のおっさん（2015年11月、中日劇場・博多座ほか） - 有村則夫 役
- 夫婦漫才（2017年、博多座・新歌舞伎座・シアター1010／2019年／2021年） - 主演・伸郎役
- 正しいロックバンドの作り方 夏（2020年8-9月、東京グローブ座・梅田芸術劇場シアター・ドラマシティ）
- ひげよ、さらば（2023年9月 - 10月、PARCO劇場ほか）[51]
- あのよこのよ（2024年4月 - 5月、PARCO劇場ほか）[52]
- ダブリンの鐘つきカビ人間（2024年7月、東京国際フォーラム ホールCほか） - ジジイ 役[53]
- 天保十二年のシェイクスピア（2024年12月 - 2025年1月、日生劇場ほか）[54]
- 昭和元禄落語心中（2025年2月 - 4月、東急シアターオーブ 他） - 七代目八雲 役[55]
- たとへば君 四十年の恋歌（2025年9月〈予定〉、新国立劇場 小劇場）[56]
- 坂本冬美特別公演（2025年10月〈予定〉、新歌舞伎座）[57]

### その他のテレビ番組
- 世界ふれあい街歩き（NHK BS・総合、不定期) - ナレーション
- てれび絵本「ペンギン」シリーズ（たんけんたい・しょうぼうたい等、NHK教育） - 朗読
- 咲くやこの花（NHK総合） - ナレーション
- 祭りだ!祝いだ!めでてぇ〜メシ（2019年10月22日 - 2020年9月22日、BSテレ東） - ナレーション
- 梅雀さん ヒノキってなあに?（2021年10月8日 - 、BS朝日）[58]
- ピタゴラスイッチ （2023年度 - 現在、NHK教育） - 百科おじさんの声〈4代目〉

### 配信ドラマ
- 仮面ライダーBLACK SUN（2022年10月28日（全10話）、Amazon Prime Video） - 大神官ダロム 役[59]
- ガンニバル（2022年12月28日、Disney+） - さぶ 役[60]
  - ガンニバル シーズン2（2025年3月19日 - 4月23日、Disney+ Star）[61]

### イベント
- 今に生きる万葉 額田王〜音楽と語りによる創作ステージ〜（2014年12月24日、大阪SAYAKAホール） - 歌と語り
- 第113回赤穂義士祭  義士行列（2016年12月14日、兵庫県赤穂市） - 大石内蔵助 役

### ラジオドラマ
- FMシアター 「窓」（1999年、NHK-FM）
- FMシアター・青春アドベンチャー 「魔岩伝説」（2011年、NHK-FM） - 語り、遠山影元 役

### CM
- 日本ハム（2001年） - ナレーション
- サントリー烏龍茶（2005年） - ナレーション
- たなかの柿の葉すし（2012年 - ） - ナレーション
- 日本香堂 新盆見舞い（2012年 - ）